# Spatalia palpina
Spatalia palpina är en fjärilsart som beskrevs av Jean Baptiste Godart 1822. Spatalia palpina ingår i släktet Spatalia och familjen tandspinnare. Inga underarter finns listade i Catalogue of Life.